# 1999 chez Disney
Cet article présente la liste des évènements de la Walt Disney Company ayant eu lieu en 1999.

## Événements

### Janvier
- 1er janvier 1999, Baptême du Disney Wonder, second navire de la Disney Cruise Line
- 8 janvier 1999, Sortie du film Préjudice de Touchstone Pictures
- 9 janvier 1999, Fermeture du pavillon Horizons à Epcot
- 10 janvier 1999, Première émission de Disney ! sur TF1.
- 12 janvier 1999, Début de la série Donald Junior[1]
- 12 janvier 1999, Walt Disney Internet Group et Infoseek lancent le portail internet GO Network[2]
- 15 janvier 1999, Ouverture du Disney's All-Star Movies Resort au Walt Disney World Resort
- 31 janvier 1999, Décès de Ed Parks, animateur[3]

### Février
- 25 février 1999, Robert Iger devient de PDG du ABC Group et président de Walt Disney International[2]

### Mars
- 8 mars 1999, Fermeture de l'attraction Swiss Family Treehouse à Disneyland
- 8 mars 1999, Début du spectacle Disney's Doug Live! aux Disney-MGM Studios
- 8 mars 1999, Sortie en DVD du film Winnie l'ourson : Joyeux Noël
- 12 mars 1999, Ouverture du golf miniature Disney's Winter-Summerland à Walt Disney World Resort
- 18 mars 1999, Ouverture de l'attraction Kali River Rapids au Disney's Animal Kingdom
- 19 mars 1999, Première mondiale du film Doug, le film aux États-Unis
- 28 mars 1999, Ouverture de l'attraction Chérie, j'ai rétréci le public au Parc Disneyland[4]
- 31 mars 1999, Sortie du film Dix Bonnes Raisons de te larguer de Touchstone Pictures

### Mai
- 1er mai 1999, Première de la série télévisée Mickey Mania[2]
- 10 mai 1999, Disney réorganise sa division publication, le Buena Vista Publishing Group devient le Disney Publishing Worldwide et est rattaché à la division Disney Consumer Products tandis que Hyperion Books devient une filiale de ABC[5]

### Juin
- 5 juin 1999, Ouverture de l'attraction Many Adventures of Winnie the Pooh au Magic Kingdom
- 5 juin 1999, Première à Berlin de la comédie musicale Der Glöckner von Notre Dame[2]
- 16 juin 1999, Ouverture du DisneyQuest de Chicago[2]
- 18 juin 1999, Première mondiale du film Tarzan aux États-Unis
- 23 juin 1999, Ouverture de l'attraction Tarzan's Treehouse à Disneyland

### Juillet
- 8 juillet 1999, Création du ABC Entertainment Television Group regroupant Walt Disney Television Studio, Buena Vista Television Productions et ABC's Prime Time Division[2]
- 12 juillet 1999, Infoseek et la Disney annonce la fusion de Walt Disney Internet Group et d'Infoseek ainsi que la création de Go.com[2]
- 23 juillet 1999, Sortie du film Inspecteur Gadget aux États-Unis
- 26 juillet 1999, Réouverture du restaurant Goofy's Kitchen du Disneyland Hotel dans un nouveau lieu
- 30 juillet 1999, Ouverture de l'attraction Rock 'n' Roller Coaster aux Disney-MGM Studios

### Août
- 2 août 1999, Le Disney Wonder accoste pour la première fois sur l'île de Castaway Cay, escorté par le Disney Magic
- 6 août 1999, Sortie du film Sixième sens
- 15 août 1999, Croisière inaugurale du Disney Wonder, second navire de la Disney Cruise Line.
- 16 août 1999, Début de l'émission Who Wants to Be a Millionaire? sur ABC
- 18 août 1999, Walt Disney Holdings change de nom pour Walt Disney International Limited[6].
- 21 août 1999, la boutique Centorium d'Innoventions à Epcot rouvre sous le nom MouseGear
- 21 août 1999, Fermeture de l'attraction Discovery River Boats au Disney's Animal Kingdom (ouverte en avril 1998)
- 25 août 1999, Walt Disney Internet Group achète 60 % du capital du site Toysmart.com[7],[8]

### Septembre
- 22 septembre 1999, Première du spectacle IllumiNations 2000: Reflections of Earth à Epcot
- 24 septembre 1999, Première de la comédie musicale Le Roi lion au Lyceum Theatre de Londres[2]
- 29 septembre 1999, Euro Disney SCA annonce le projet d'un second parc au sein du complexe Disneyland Paris pour le printemps 2002, des studios Disney[2].

### Octobre
- 1er octobre 1999, Ouverture de l'attraction Journey Into Your Imagination à Epcot
- 2 octobre 1999, Première utilisation du Disney's FastPass en Europe avec Indiana Jones et le Temple du Péril
- 13 octobre 1999, Décès de Van France, fondateur de la Disney University[9]
- 17 octobre 1999, ESPN lance ESPN Insider, un service payant de contenu supplémentaire à 4,95 $ par an comme des informations de « l'intérieur » ou des statiques approfondies grâce au support des anciens de Starwave[10]

### Novembre
- 1er novembre 1999, Fermeture de tous les Clubs Disney (garderies)
- 2 novembre 1999, Disney officialise le projet Hong Kong Disneyland[11], ouvert en septembre 2005[12].
- 5 novembre 1999, Sortie du film Révélations de Touchstone Pictures
- 10 novembre 1999, Fermeture de l'attraction Skyway au Magic Kingdom
- 13 novembre 1999, Première mondiale du film Toy Story 2 aux États-Unis
- 17 novembre 1999, L'acquisition totale d'Infoseek par Disney est approuvée par les actionnaires des deux sociétés[11]
- 24 novembre 1999, 
  - Sortie nationale du film Toy Story 2 de Pixar aux États-Unis.
  - Sortie nationale du film Tarzan en France.

### Décembre
- 7 décembre 1999, Sortie du film Mickey, il était une fois Noël
- 9 décembre 1999, Première de la comédie musicale Aïda à Chicago[13]
- 10 décembre 1999, Décès de Eric Cleworth, animateur[14]
- 11 décembre 1999, dernière de la comédie musicale La Belle et la Bête débute au Dominion Theatre à Londres[15]
- 16 décembre 1999, la société Burginhall 1136 est renommée Europe MovieCo Partners Ltd[16]
- 17 décembre 1999, Sortie du film Fantasia 2000 en avant-première à New York[17]
- 21 décembre 1999, Sortie du film Fantasia 2000 en avant-première à Londres[17]
- 22 décembre 1999, Sortie du film Fantasia 2000 en avant-première à Paris[17]
- 27 décembre 1999, Sortie du film Fantasia 2000 en avant-première à Tokyo[17]